# Турбійон (футбольний клуб)
Футбольний клуб «Турбійон» (фр. Tourbillon Football Club) — чадський професійний футбольний клуб з міста Нджамена. Клуб був заснований у 1972 році, та проводить домашні матчі на стадіоні «Стад Омніспорт Ідріс Махамад Уя» місткістю 20 тисяч глядачів. Клуб грає у Прем'єр-лізі Чаду, найвищому футбольному дивізіоні країни. «Турбійон» 6 разів ставав чемпіоном країни, та 3 рази був володарем Кубка Чаду.

## Титули і досягнення
- Чемпіон Чаду (6): 1987, 1991, 1997, 2000, 2001, 2010
- Володар Кубка Чаду (3): 1987, 1989, 2008